# Campionato africano femminile under 20 di pallavolo
Il campionato africano femminile under 20 di pallavolo è una competizione pallavolistica, organizzata dalla CAVB, per squadre nazionali africane, riservata a giocatrici con un'età inferiore di 20 anni.

## Edizioni
| Edizione      | Edizione      | Podio    | Podio      | Podio   |
| Anno          | Organizzatore | Campione | Seconda    | Terza   |
| ------------- | ------------- | -------- | ---------- | ------- |
| 2002 Dettagli | Tunisia       | Algeria  | Egitto     | Tunisia |
| 2004 Dettagli | Nigeria       | Egitto   | Nigeria    | Senegal |
| 2006 Dettagli | Egitto        | Egitto   | Seychelles | Tunisia |
| 2008 Dettagli | Kenya         | Egitto   | Tunisia    | Kenya   |
| 2010 Dettagli | Tunisia       | Egitto   | Tunisia    | Algeria |
| 2013 Dettagli | Nigeria       | Egitto   | Algeria    | Nigeria |
| 2015 Dettagli | Egitto        | Egitto   | Algeria    | Kenya   |
| 2017 Dettagli | Egitto        | Egitto   | Tunisia    | -       |
| 2018 Dettagli | Kenya         | Egitto   | Ruanda     | Camerun |

## Medagliere
| Pos. | Squadra    | 1º posto | 2º posto | 3º posto | Totale |
| ---- | ---------- | -------- | -------- | -------- | ------ |
| 1    | Egitto     | 8        | 1        | -        | 9      |
| 2    | Algeria    | 1        | 2        | 1        | 4      |
| 3    | Tunisia    | -        | 3        | 2        | 5      |
| 4    | Nigeria    | -        | 1        | 1        | 2      |
| 5    | Seychelles | -        | 1        | -        | 1      |
| 5    | Ruanda     | -        | 1        | -        | 1      |
| 7    | Kenya      | -        | -        | 2        | 2      |
| 8    | Camerun    | -        | -        | 1        | 1      |
| 8    | Senegal    | -        | -        | 1        | 1      |